# Juan Botella Asensi
Juan Botella Asensi (Alcoy, 10 de junio de 1884-Ciudad de México, 19 de junio de 1942) fue un político español, de ideología republicana, ministro de Justicia de la Segunda República entre septiembre y noviembre de 1933.

## Biografía

### Formación y comienzo de vida profesional
Nació en la localidad alicantina de Alcoy el 10 de junio de 1884.
Realizó estudios primarios en su ciudad natal. En 1903 colaboraba en Humanidad Nueva y en 1905 dirigía El Avance, ambos en Alcoy, donde en 1906 fue uno de los fundadores del Círculo de Fraternidad Republicana, asociado al partido Unión Republicana. Desde 1909 hasta su marcha a Madrid dirigió el semanario radical alcoyano Fraternidad. En 1907 fue procesado por un artículo contra Maura y en 1909, con motivo de la protesta contra la guerra de Melilla, fue uno de los encarcelados por los desórdenes ocurridos en Alcoy: condenado a muerte e indultado, fue puesto en libertad en noviembre de ese año. De 1910 es su Vindicatoria de Albors.
Cuando ya tenía 30 años hizo el bachillerato en Alicante y, posteriormente, la licenciatura en Derecho en Madrid, en solo tres años, finalizando la carrera en 1918. Fundó un bufete con Álvaro de Albornoz, con el que más tarde coincidiría en el Partido Republicano Radical Socialista (PRRS).

### Vida política
Tras la proclamación de la Segunda República dio el salto a la primera línea de la política. Fue elegido diputado a Cortes Constituyentes en las elecciones de 1931 en las listas de la Conjunción Republicano-Socialista, que en Alicante estaba formada por socialistas, radicalsocialistas y republicanos independientes. Ya en las Cortes, fue miembro de la comisión encargada de redactar la Constitución. En 1932 fue expulsado del PRRS junto a Eduardo Ortega y Gasset, fundando ambos un nuevo partido: Izquierda Radical Socialista (IRS), en el que también militó su hermano Evaristo, que posteriormente se convertiría en alcalde de Alcoy. Fue brevemente ministro de Justicia en 1933 en el fallido gobierno de Alejandro Lerroux y luego en el gobierno de Diego Martínez Barrio desde el 8 de septiembre hasta el 29 de noviembre de 1933.
En las elecciones de 1933 obtuvo 48.674 votos en primera vuelta, aunque perdió su escaño de diputado. Su partido siempre tuvo una compleja línea ideológica y unos profundos vaivenes políticos, lo que le impidió poder incorporarse a otros partidos y le dejó como un pequeño partido sin mucha influencia política. En 1935, IRS quedó excluida del Frente Popular, tras lo cual Botella decide que el partido no presente candidatos a las elecciones de 1936 y pide el voto para el Frente Popular.

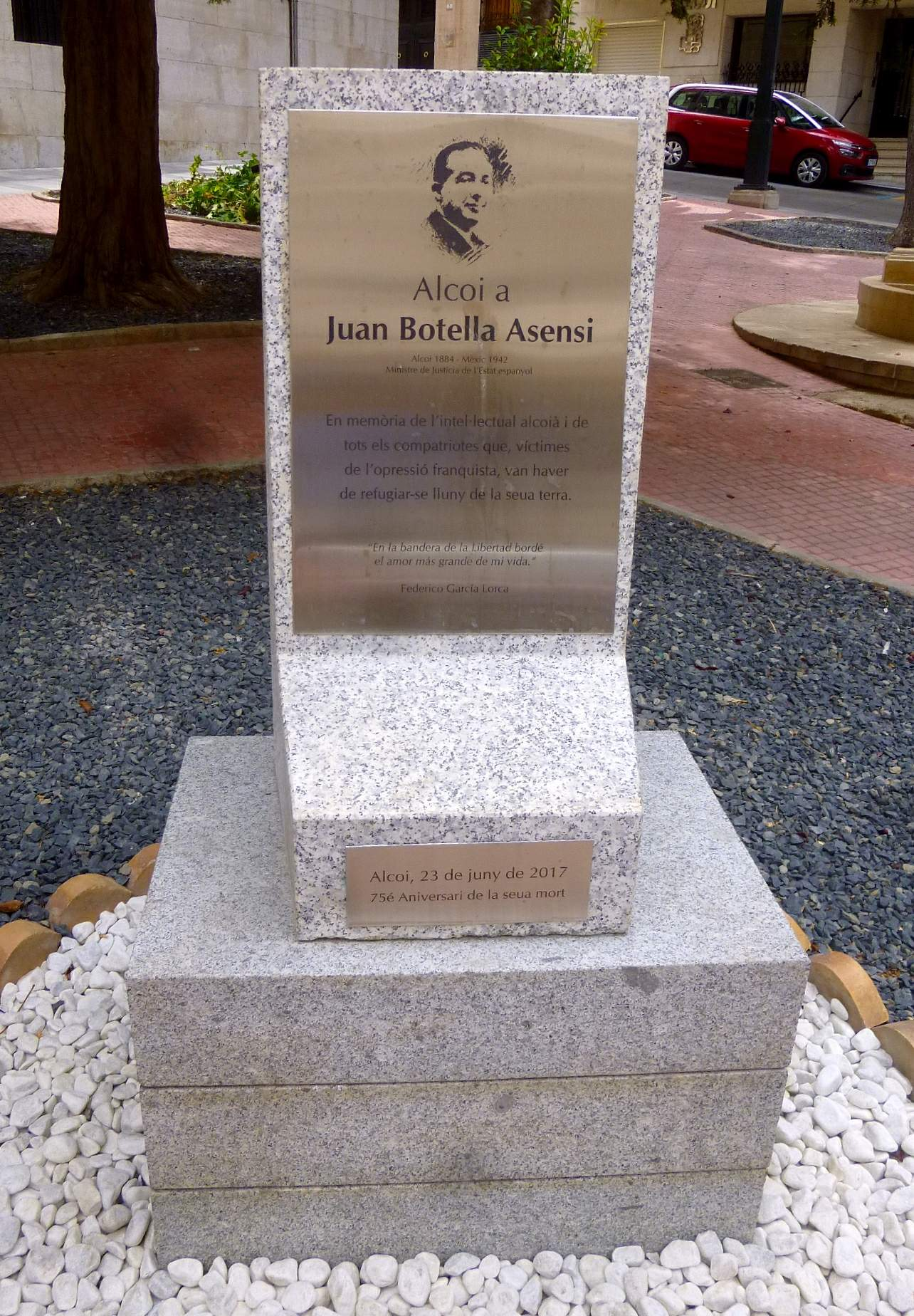
Memorial dedicado a Juan Botella Asensi en su Alcoy.

En 1936 publica su libro Una línea política. Durante la Guerra Civil no tuvo un papel relevante. En enero de 1939 se exilió desde Barcelona, primero a Francia y a continuación a México gracias a la ayuda del SERE, donde se instaló con su familia. Arribó a Veracruz a bordo del vapor Flandre en junio de 1939. Falleció en Ciudad de México el 19 de junio de 1942.
Dejó inacabada su obra El caso de España.

## Familia
Contrajo matrimonio con Consuelo Pastor, con la que tuvo tres hijos: Virgilio, Ovidio y Claudio. Su hermano fue Evaristo Botella Asensi, alcalde republicano de Alcoy que murió fusilado en la inmediata posguerra.
Su nieto Juan Botella Medina fue medallista olímpico por México en salto de trampolín en los Juegos Olímpicos de 1960.